# Georges Torchon
Georges Torchon (né le 25 septembre 1896 dans le 6e arrondissement de Paris et mort le 13 septembre 1973 à Neuilly-sur-Seine) est un patineur artistique français.

## Biographie

### Carrière sportive
Il participe à plusieurs championnats de France dans les années 1920 et 1930. Son meilleur classement est une deuxième place qu'il obtient à trois reprises (1924,1931 et 1933). Sur le plan international, il participe aux championnats d'Europe de patinage artistique 1932 à Paris.
Aux Jeux olympiques d'hiver de 1932, il est le porte-drapeau de l'équipe de France et officie dans les compétitions de patinage artistique en tant que juge.
À côté de sa carrière sportive, Georges Torchon est en parallèle juge international de son sport des années 1930 jusqu'au début des années 1950.

## Palmarès
| Compétition             | 1924 | 1925 | 1926 | 1927 | 1928 | 1929 | 1930 | 1931 | 1932 | 1933 |
| Jeux olympiques d'hiver |      |      |      |      |      |      |      |      |      |      |
| Championnats du monde   |      |      |      |      |      |      |      |      |      |      |
| Championnats d’Europe   |      |      |      |      |      |      |      |      | 7e   |      |
| Championnats de France  | 2e   | 5e   |      | 3e   | 3e   |      |      | 2e   | 3e   | 2e   |
| Légende : F = Forfait   |      |      |      |      |      |      |      |      |      |      |